# Hauben-Ginsterkatze
Die Hauben-Ginsterkatze (Genetta cristata; auch Niger-Genette oder Niger-Ginsterkatze) ist eine der 15 Arten aus der Gattung der Ginsterkatzen. Die in Teilen von Nigeria und Kamerun beheimatete Hauben-Ginsterkatze bewohnt Waldgebiete und gilt als gefährdet.

## Merkmale

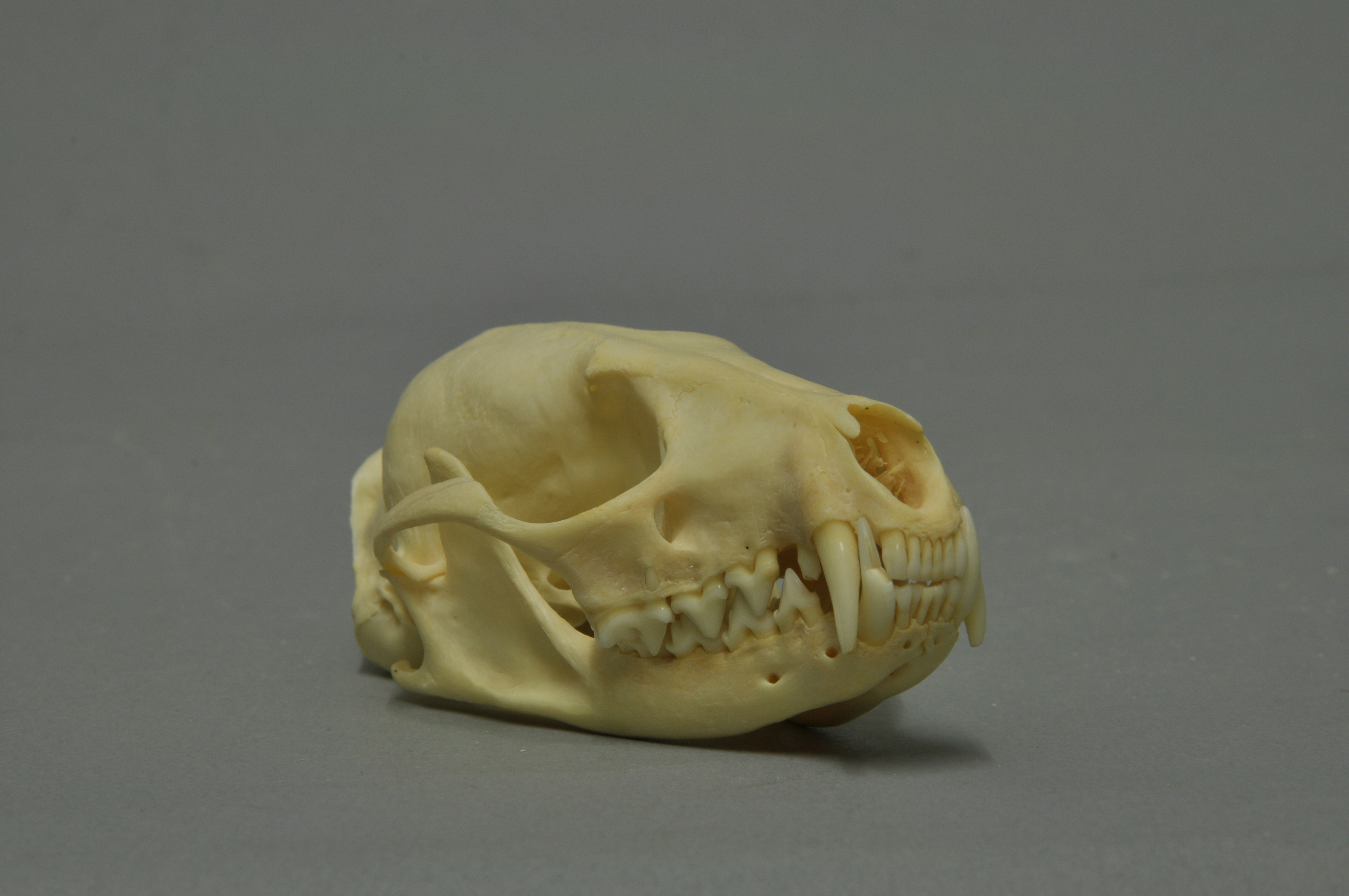
Schädel (Sammlung Museum Wiesbaden)

Die Grundfärbung der Körperoberseite ist gelblich-braun bis ocker, die Schultern und die Rückenmitte weisen dabei die dunkleren Töne auf. Die Flecken sind dunkelbraun bis schwarz und in Längsreihen angeordnet. Die Flecken der obersten Reihen sind relativ gleichmäßig angeordnet, nach unten werden die Flecken kleiner und unregelmäßiger. Zwischen Schulter und Schwanzwurzel verläuft ein dunkler Aalstrich aus längeren Haaren, die Haare auf der Rückenmitte können kammartig aufgestellt werden. Das Gesicht zeigt eine schwarze Maske zwischen paarweise angeordneten weißen Flecken. Der Anteil heller Schwanzringe liegt bei 50–75 %, die Schwanzspitze ist hellgrau. Die Kopf-Rumpf-Länge liegt bei 49–62 cm, die Masse bei etwa 2,5 kg.

## Verbreitung und Lebensräume

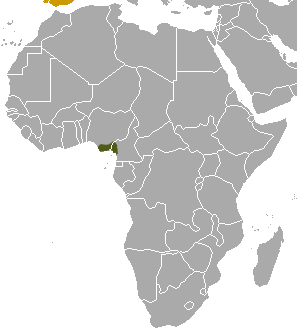
Verbreitung

Das Verbreitungsgebiet der Niger-Genette (= Hauben-Ginsterkatze) liegt zwischen den Flussläufen von Sanaga (in Kamerun) und Niger (in Nigeria). Fundmeldungen stammen auch aus dem Westen des Nigerdeltas sowie aus Gabun und der Republik Kongo. Die Höhenverbreitung erstreckt sich bis auf 1000 m.
Besiedelt werden vor allem Bereiche mit dichtem Unterwuchs oder starker Verbuschung in Regenwäldern. Von hoher Bedeutung sind primäre Wälder in den Ebenen, Sekundärwälder und Bergwälder werden ebenfalls bewohnt.

## Lebensweise
Die Hauben-Ginsterkatze ist ein nachtaktives Raubtier. Sie ernährt sich überwiegend von Kleinsäugern und Gliederfüßern (Arthropoden) wie Insekten. Die Tiere können gut klettern und halten sich oft bodenfern auf. Vier Typen von Lautäußerungen wurden beschrieben (Schnurren und Knurren, Miauen, Piepsen sowie ein kurzes hustenartiges Grunzen als Kontaktruf). Details zur Lebensweise sind nicht bekannt.

## Gefährdung
Habitatverluste durch die Umwandlung von Wäldern in landwirtschaftliche Flächen und durch die Erdölförderung im Nigerdelta stellen die wichtigste Gefährdungsursache dar. Hinzu kommt wahrscheinlich eine intensive Bejagung (bushmeat, Ginsterkatzenfelle). Die IUCN geht von einem mehr als 30-prozentigen Bestandsrückgang in den letzten drei Generationen (bei einer angenommenen Generationsdauer von sieben Jahren) aus und stufte 2008 Genetta cristata als gefährdet (vulnerable) ein.

## Taxonomie
Die Haubenginsterkatze wurde lange als Unterart der Serval-Ginsterkatze (Genetta servalina) betrachtet. Mit dieser Art kann es in den Grenzgebieten auch zu Hybridisierungen kommen. Die Haubenginsterkatze selbst ist eine monotypische Art.